# داگ کلارک (سیاستمدار آریزونا)
داگ کلارک یک عضو سابق نمایندگان آریزونا از ژانویه ۲۰۰۷میلادی تا ژانویه سال ۲۰۰۹میلادی بود.  او برای اولین بار در سال ۲۰۰۶ میلادی انتخاب شد و سپس با توجه به انتخابات مجدد خانه سیاستمداران آریزونا وی مجدداً انتخاب شد و توانست تا سال ۲۰۰۸میلادی به عنوان نماینده منطقه ۶ آریزونا در این مجمع باشد.